# Ekologická ekonomie

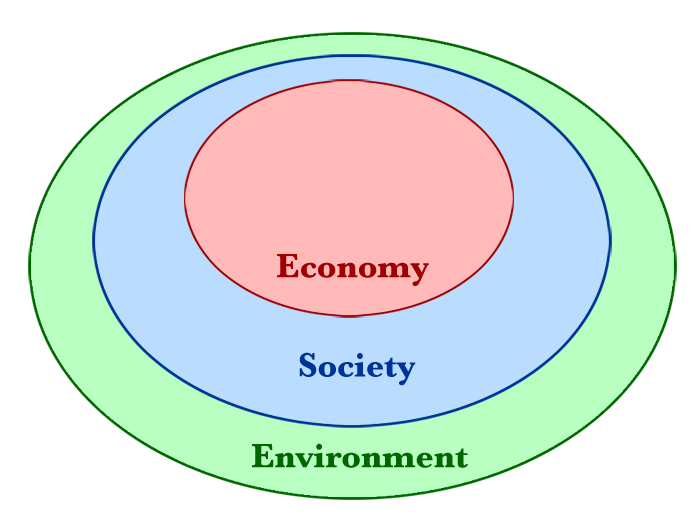
Základní model ekologické ekonomie - tzv. "vnořená udržitelnost". Ekonomiku vnímá ekologická ekonomie jako součást širšího systému společnosti a přírody.

Ekologická ekonomie je specifický směr v rámci heterodoxní ekonomie. Zabývá se především environmentálními souvislostmi ekonomické činnosti (produkce a spotřeby). Často se přitom svými předpoklady ohledně pojetí ekonomiky jako celku, ale i chování jednotlivých aktérů v ní, vymezuje vůči středoproudé environmentální ekonomii, vycházející z neoklasické ekonomie.
Jedná se o ideologicky a metodologicky značně různorodý obor. Ekonomiku bere jako součást ekosystému Země, s nímž je propojena energetickými a materiálovými toky. Ekonomika podle ekologické ekonomie funguje také v kontextu vlastnických práv a dalších sociálních institucí (v tomto ohledu má ekologická ekonomie blízko k určitým proudům institucionální ekonomie), které využívání ekosystémů lidmi regulují. Mezi důležitá témata patří i etické aspekty jako limity ekonomického růstu, meze tvorby bohatství, epistemologie hodnoty či psychologické a sociální dopady ostentativního konzumu.
Ekologická ekonomie definuje své cíle jako hledání cesty k ustálenému (rovnovážnému) stavu ekonomiky a spravedlivé distribuci zdrojů, a to nejen z hlediska současné, ale i budoucích generací. Optimální alokace zdrojů, kterou se zabývá neoklasická ekonomie, je podřízena cílům optimálního měřítka a spravedlivé distribuce. Část ekologické ekonomie je silně kritická ke konceptu ekonomického růstu, který označuje za jednu z hnacích sil současného extrémního tlaku na zemské ekosystémy. Navrhuje nahradit jej konceptem ekonomického či udržitelného nerůstu.

## Historie
Ekologická ekonomie se formálně ustavila jako vědní disciplína ke konci 80. let 20. století, v neinstitucionalizované podobě však existuje mnohem déle. Obvykle se její kořeny datují do 18. století k autorům jako John Stuart Mill, Thomas Malthus (zabývajícími se především mezemi růstu ekonomiky) či Adam Smith (zabývající se sociálními otázkami spojenými s ekonomickou produkcí a spotřebou). V podobném duchu se mezi myšlenkové zakladatele ekologické ekonomie řadí John Ruskin nebo William Stanley Jevons.
V 19. století se objevuje kritika středoproudé ekonomie z řad biologů, fyziků, chemiků a ekologů, kteří namítají, že ekonomika by měla být analyzována nejen z hlediska trhu (nabídky a poptávky), ale také z hlediska materiálních a energetických toků. Mezi hlavní tehdejší autory píšící na toto téma patří Sergej Podolinskij a později i laureát Nobelovy ceny za chemii Frederick Soddy.
Ve 20. století představoval jednoho z hlavních inspirátorů ekologické ekonomie americko-rumunský matematik a ekonom Nicholas Georgescu-Roegen, který aplikoval druhý termodynamický zákon na ekonomické myšlení. Podle něj lidská činnost, především pokud užívá neobnovitelné energetické a minerální zdroje, směřuje k čím dál větší entropii (míře neuspořádanosti). Georgescu-Roegen bývá uváděn i jako hlavní inspirátor současného hnutí nerůstu, snaze o sociálně spravedlivé snížení materiálového a energetického průtoku ekonomikou.
Důrazem na sociální aspekt ekonomické činnosti se vyznačuje další z myšlenkových otců ekologické ekonomie Joseph C. Kumarappa. Tento indický ekonom a spolupracovník Gándhího byl radikálním kritikem industriální společnosti, která podle něj vede k závislosti, nesvobodě a nezaměstnanosti. Kumarappa prosazoval namísto toho ekonomickou lokalizaci a kooperativní výrobu.

## Témata

### Metodologie a epistemologie
Ekologická ekonomie usiluje v první řadě o zakotvení ekonomické analýzy do širšího biofyzikálního a společenského kontextu fungování ekonomiky. Základní postuláty, východiska a tzv. preanalytické vize dominující neoklasické ekonomické teorie považuje za překonaná a nereflektující realitu (například opomíjení vstupů ve formě energií a materiálů do procesu výroby a spotřeby, nebo výstupů - odpadů a znečištění - v ekonomickém koloběhu). Ekologická ekonomie usiluje o pluralitu přístupů, metodami se pohybuje v rozpětí od matematického modelování, přes kritické metody jako typu diskurzivní analýzy, po ryze kvalitativní přístupy jako například zúčastněné pozorování.

### Hodnocení přírody a silná versus slabá udržitelnost
Mezi jednotlivými proudy ekologické ekonomie se vede debata o tzv. silné a slabé udržitelnosti. Hlavní spor se odehrává kolem přesvědčení, nakolik je lidmi vytvořený kapitál zaměnitelný s přírodními zdroji. Někteří ekologičtí ekonomové namítají, že v mnoha případech lze přírodní kapitál těžko nahradit - a tedy jeho hodnotu (resp. hodnotu tzv. ekosystémových služeb) těžko vyčíslit penězi. Kritici konceptu ekosystémových služeb poukazují především na to, že vyčíslení hodnoty přírody v peněžních jednotkách de facto umožňuje s přírodou „obchodovat“ a vyhodnocovat, jak moc se ji „vyplatí“ zachovat bez ohledu na komplexní pohled na problematiku udržitelnosti a složité ekosystémové vazby, pokud do hodnocení nejsou zahrnutá i jiná než ryze ekonomická kritéria.

### Občiny (commons)
Kriticky se staví ekologická ekonomie k tradičnímu (neoklasickému) pojetí občin neboli commons, které obvykle vychází ze známého případu tzv. „tragedy of the commons“ („tragédie občiny“), popsané v roce 1968 Garettem Hardinem. Hardin argumentuje, že rivalita a zároveň nelimitovaný přístup k přírodnímu zdroji časem vedou k jeho vyčerpání nebo degradaci. Ekologická ekonomie ale poukazuje na to, že Hardin ve skutečnosti popisoval spíš tzv. volný přístup („open access“), zatímco za commons se obvykle označují zdroje s regulovaným přístupem (například správcem). Problematikou commons se zabývala i Elinor Ostromová, držitelka Nobelovy ceny za ekonomii.

### Externality versus "cost-shifting"
Ekologičtí ekonomové Joan Martínez-Alier a Clive Spash argumentují, že koncept externalit, často používaný v environmentální ekonomii pro vyčíslení zásahů do přírody a životního prostředí, je ve skutečnosti mylný, protože nelze hovořit o "nezamýšlených" dopadech, nýbrž o dopadech zamýšlených, pouze nezapočítaných a nereflektovaných v nákladech dané ekonomické činnosti.

### Ekologická makroekonomie a otázka modelů
Matematické modelování získává v ekologické ekonomii na důležitosti hlavně v makroekonomických otázkách typu transformace na nízkouhlíkovou ekonomiku nebo mapování dopadů ekonomiky bez růstu. Z často používaných metod lze uvést input-output analýzu, systémovou dynamiku, či stock-flow modely. Řada modelů se také soustřeďuje na analýzu energetických a materiálových průtoků ekonomikou. Někteří autoři ale vnímají používání modelů kriticky.

## Významní světoví představitelé a představitelky
- Nicholas Georgescu-Roegen
- Karl Polanyi
- Kenneth E. Boulding
- Howard T. Odum
- Robert Ayres
- Herman Daly
- Robert Costanza
- Joan Martínez-Alier
- Faye Duchin
- Elinor Ostromová
- Molly Scott Cato
- Clive Spash
- Richard Douthwaite

## Významní představitelé a představitelky oboru v Česku
- Naďa Johanisová
- Eva Cudlínová
- Eva Fraňková